# Andrzej Munk
Andrzej Munk (Cracòvia, 16 d'octubre de 1921 - Łowicz, 20 de setembre de 1961) va ser un director de cinema, guionista i documentalista polonès. Ha estat considerat un dels artistes més influents de la història de la Polònia post-estalinista. Les seves obres Sang sobre els rails (Człowiek na torze, 1956), Heroica (Heroism, 1958), Mala sort (Zezowate szczęście, 1960), i La passatgera (Pasażerka 1963), són considerats clàssics del cinema polonès. Va morir a causa d'un accident de trànsit en xocar el seu cotxe amb un camió prop de Kompina.